# Jeep Command
Jeep Command is een computerspel dat werd uitgegeven door Bug-Byte. Het spel werd uitgebracht in 1986 voor de Commodore 64 en de Commodore 128. Het spel is Engelstalig. Het spel is gebaseerd op het arcadespel Moon Patrol. De speler bestuurt een jeep die moet rijden door vijandelijk gebied. Het spel scrolt continu en de jeep wordt getoond met zijaanzicht. Tijdens het spel moet de speler obstakels ontwijken en met schieten met granaten en andere items. De speler kan de jeep harder en zachter laten rijden.

## Ontvangst
| Beoordeeld door                | Jaar | Score |
| ------------------------------ | ---- | ----- |
| Computer Gamer                 | 1986 | 55%   |
| ASM (Aktueller Software Markt) | 1986 | 32%   |